# Schöning-Verlag

Logo

Die Schöning GmbH & Co. KG (früher: Schöning & Co Gebrüder Schmidt GmbH & Co.) ist ein in Lübeck ansässiger Spezialverlag und Marktführer in der Herstellung und dem Vertrieb von Ansichtskarten in Deutschland.
Der heutige Schöning-Verlag entstand durch Konzentration zweier eigenständiger Unternehmen: der Druckerei Gebrüder Schmidt und dem Papiergroßhandel Schöning. 1925 als Verlag für Ansichtskarten gegründet, befand sich der Stammsitz in der Glockengießerstraße in der Lübecker Altstadt.
1972 bezog das Unternehmen ein neues Gebäude am Lübecker Stadtrand. Durch die Übernahme zahlreicher kleinerer Regionalverlage, unter anderem Andres Verlag Hamburg, Cramers Kunstanstalt Dortmund (Cekade), Verlagshaus Edmund von König und Verlag Argentofot in Oberndorf, Schwarzwald, entwickelte sich Schöning zum Marktführer bei Ansichtskarten. Im Jahr 1997 umfasste das Sortiment 40.000 Motive aus 2.500 Orten Deutschlands.
Im Zuge der Erweiterung erfolgte 1999 eine Ausweitung des Unternehmenskonzepts vom Ansichtskartenverlag zum Touristikverlag mit den Geschäftsfeldern Ansichtskarten, Reisebegleiter, Kalender und Souvenirs.
Auch im neuen Jahrtausend wurden „Produkte und Daten“ von anderen Verlagen übernommen, die ihren Betrieb eingestellt hatten, so z. B. „Yolo Cards“ (Früher „UP-Verlag“) im Jahr 2016.